# Istituto archeologico germanico

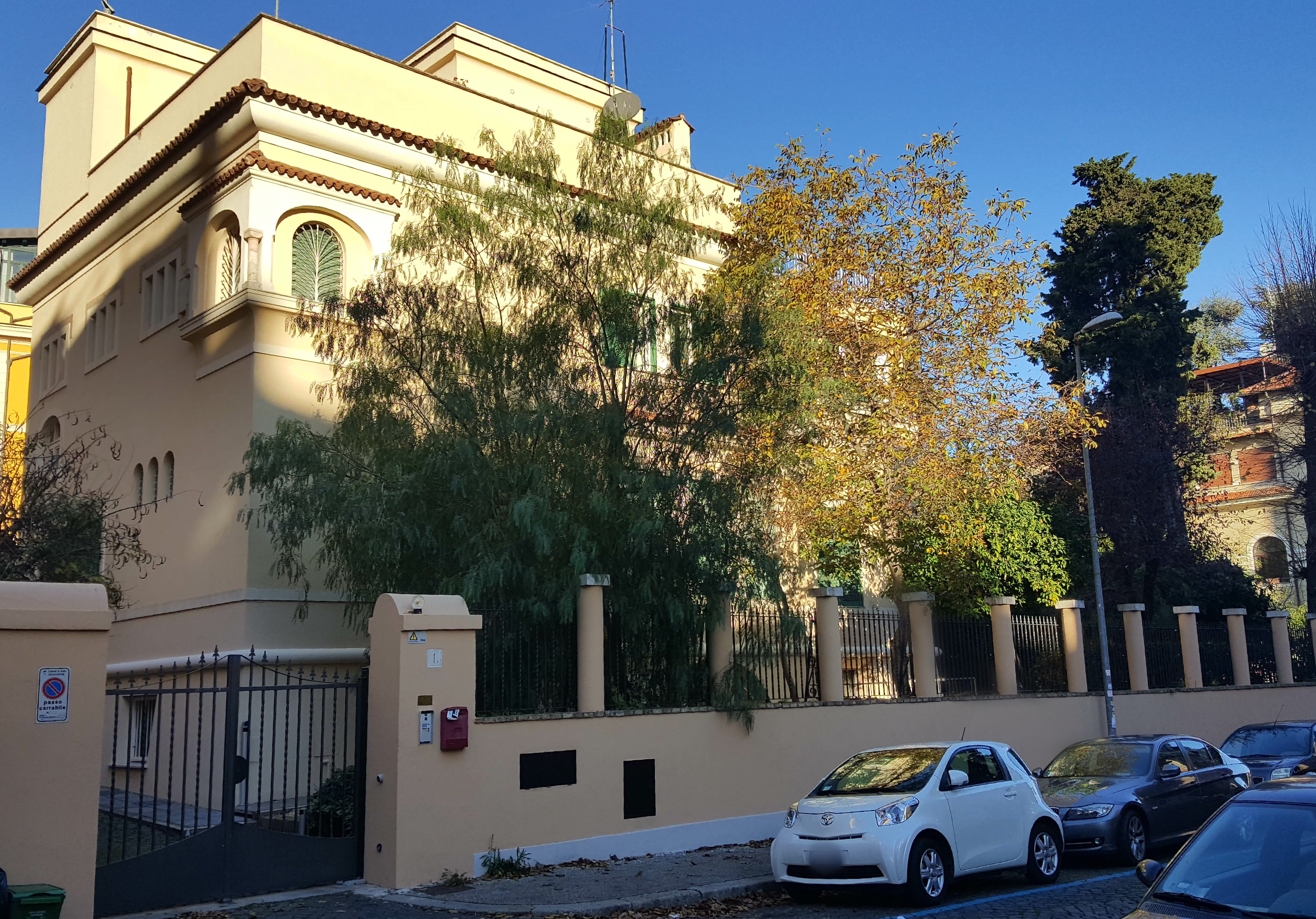
Sede presso il Villino Amelung, via Andrea Cesalpino 1, Quartiere Nomentano di Roma.

L'Istituto archeologico germanico (in tedesco Deutsches Archäologisches Institut, abbreviato in DAI) è un istituto di ricerca archeologica della Germania situato a Roma, gestito dal Ministero degli affari esteri tedesco.

## Storia

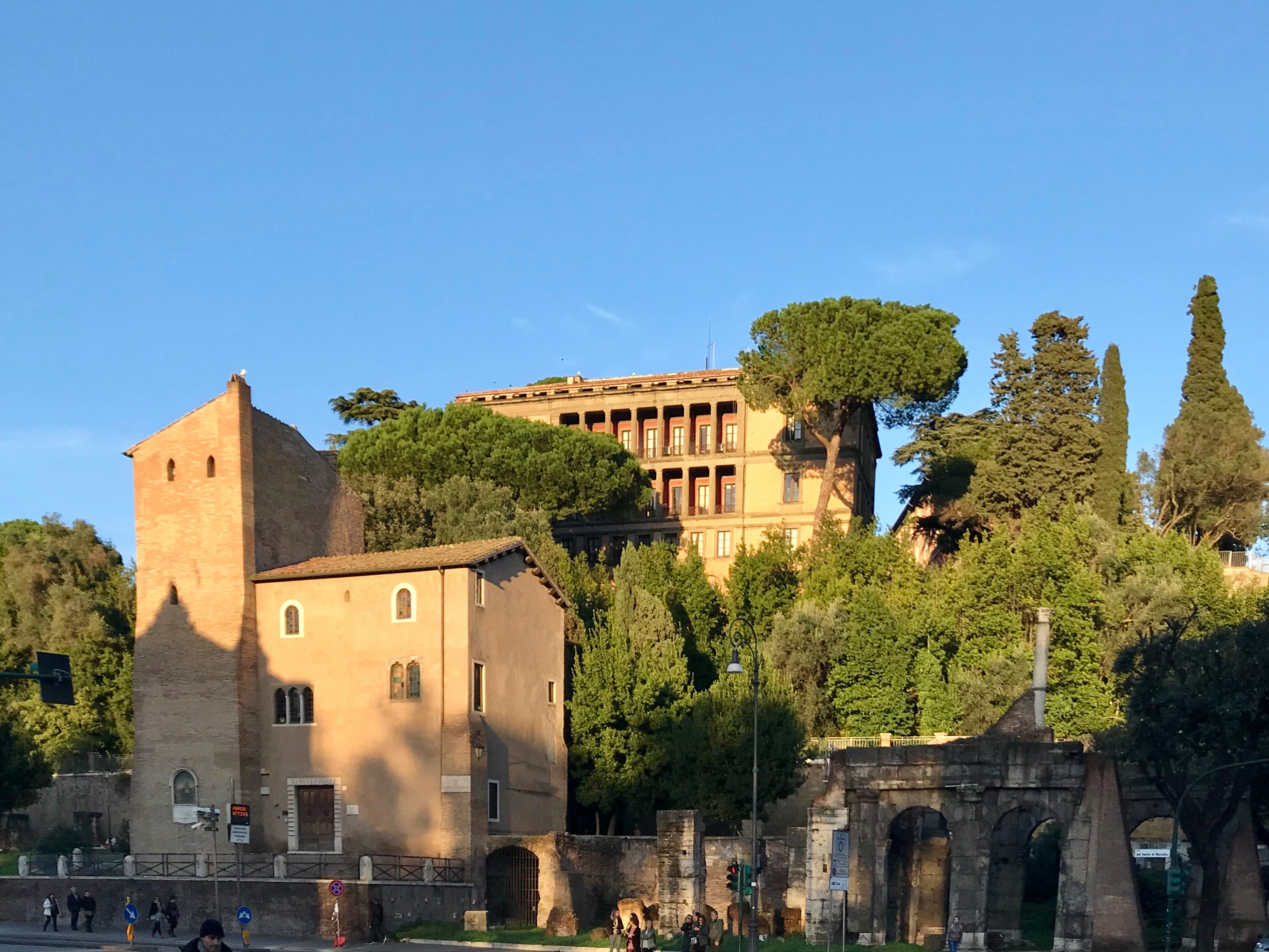
La prima sede dell'Istituto, a villa Caffarelli, ricostruzione del 1873 di un edificio detto il "Granarone".

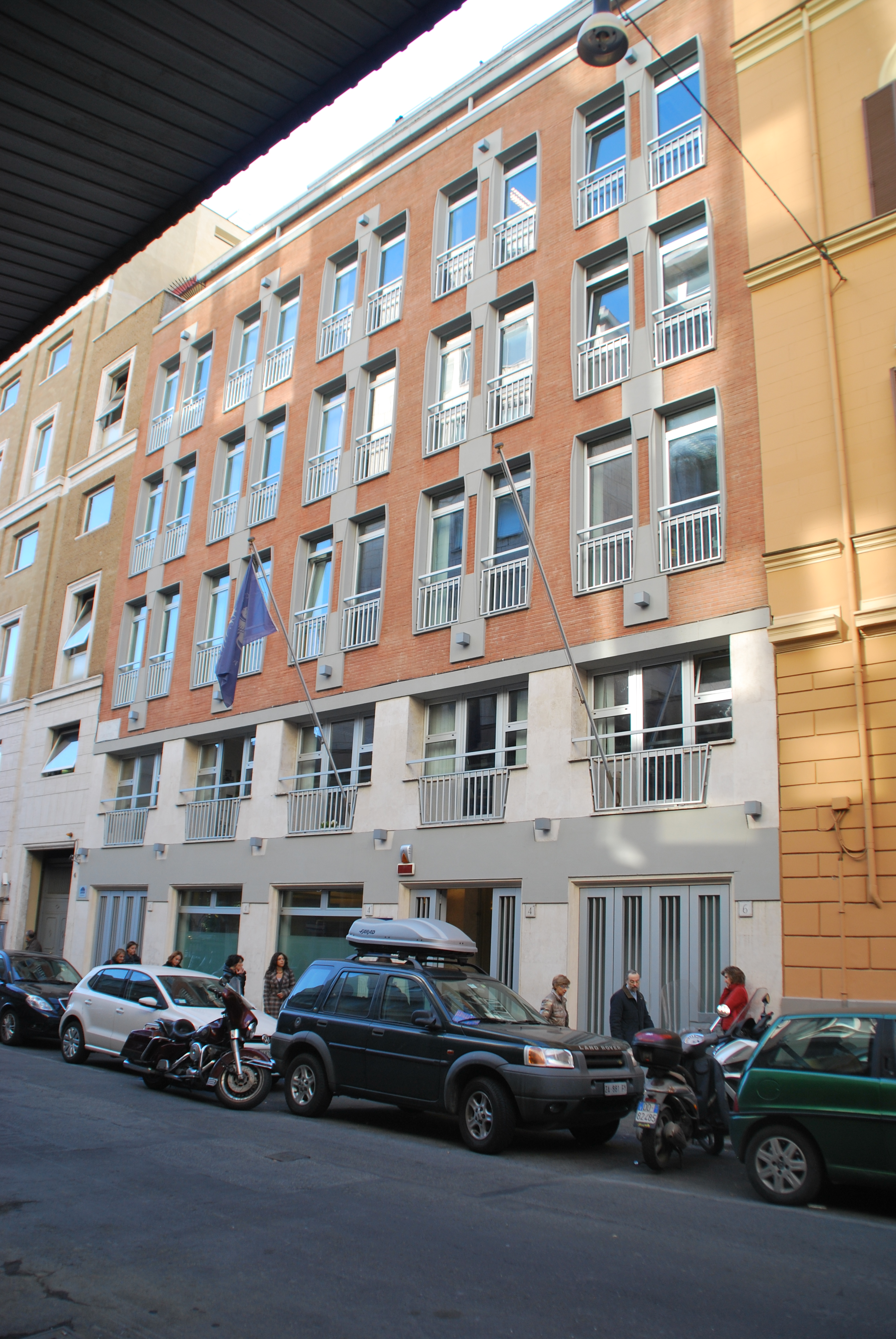
La sede di via Curtatone (nel 2015 divenuta sede di SIN SpA).

Venne fondato il 21 aprile del 1829 a Roma come "Istituto di corrispondenza archeologica" da Otto Magnus von Stackelberg, Theodor Panofka e August Kestner, con il patrocinio dell'allora principe ereditario di Prussia, poi re Federico Guglielmo IV.
Sin dal 1832 la sede centrale si spostò a Berlino e dal 1859 l'Istituto fu finanziato dallo stato prussiano.
La sede romana fu posta inizialmente, nel 1823, al sommo del Campidoglio, a Villa Caffarelli, dove si era sistemata (non senza mormorii degli intellettuali e archeologi italiani dell'epoca) l'ambasciata di Prussia.
A partire dal 1874 vennero fondate le sezioni distaccate (Abteilungen) in altre capitali straniere, con lo scopo di facilitare le ricerche degli archeologi tedeschi e di condurre campagne di scavo. La prima sezione dopo quella di Roma fu fondata ad Atene, seguita quindi dal Cairo (1907), da Istanbul (1929), da Madrid (1943), da Baghdad (1955) e da Teheran (1961), alle quali si aggiunsero in seguito, negli anni ottanta sedi anche Damasco e Sanaa. Altre sedi distaccate dell'Istituto sono inoltre presenti a Lisbona, ad Ankara e a Ingolstadt.
L'Istituto comprende inoltre delle "commissioni" (Kommissionen):
- dal 1902 una "Commissione romano-germanica" (in tedesco Römisch-Germanische Kommission), con sede a Francoforte sul Meno, con la maggiore biblioteca mondiale sull'archeologia preistorica;
- dal 1967 una "Commissione per la storia antica e l'epigrafia" (in tedesco Kommission für Alte Geschichte und Epigraphik), con sede a Monaco di Baviera;
- dal 1979 una "Commissione per l'archeologia delle culture non europee" (in tedesco Kommission für Archäologie Außereuropäischer Kulturen, abbreviata in KAAK, inizialmente come Kommission für Allgemeine und Vergleichende Archäologie), con sede a Bonn.

Nel 1995 fu fondata la "Sezione eurasiatica" (in tedesco Eurasien-Abteilung), nella quale confluì la sezione di Teheran. Nel 1996 la sezione di Bagdad e le sedi distaccate di Damasco e di Sanaa vennero riunite nella "Sezione orientale" (in tedesco Orient-Abteilung).

### Presidenti
- Gerhart Rodenwaldt (1926–1932)
- Theodor Wiegand (1932–1936)
- Martin Schede (1938–1945)
- Carl Weickert (1947–1954)
- Erich Boehringer (1954–1960)
- Kurt Bittel (1960–1972)
- Werner Krämer (1972–1980)
- Edmund Buchner (1980–1988)
- Helmut Kyrieleis (1988–2003)
- Hermann Parzinger (2003–2008)
- Hans-Joachim Gehrke (2008–2011)
- Friederike Fless (dal 2011)

### Membri
- Maria Bonghi Jovino
- Luigi Bruzza

## Scavi e ricerche
Nel corso della sua storia l'Istituto ha seguito numerosi lavori di ricerca e progetti di scavo. Tra questi i più noti e storicamente importanti sono stati gli scavi nei siti di Olimpia, di Ḫattuša e di Pergamo.

## Riviste archeologiche pubblicate
- Riviste generali dell'istituto
  - Jahrbuch des Deutschen Archäologischen Instituts (JdI)
  - Archäologischer Anzeiger (AA)
  - Archäologische Bibliographie
- Riviste delle sezioni distaccate
  - Mitteilungen des Deutschen Archäologischen Instituts. Abteilung Rom, ovvero Römische Mitteilungen (RM)
  - Mitteilungen des Deutschen Archäologischen Instituts. Abteilung Athen, ovvero Athener Mitteilungen (AM)
  - Mitteilungen des Deutschen Archäologischen Instituts. Abteilung Istanbul, ovvero Istanbuler Mitteilungen (IstMitt)
  - Mitteilungen des Deutschen Archäologischen Instituts. Abteilung Madrid, ovvero Madrider Mitteilungen (MM)
  - Mitteilungen des Deutschen Archäologischen Instituts. Abteilung Kairo (MDAIK)
  - Archäologische Mitteilungen aus Iran und Turan (AMIT)
  - Baghdader Mitteilungen (BaM)
  - Damaszener Mitteilungen (DaM)
- Riviste delle commissioni
  - Beiträge zur Allgemeinen und Vergleichenden Archäologie (BAVA)
  - Bericht der Römisch-Germanischen Kommission (BerRGK)
  - Germania (sottotitolo Anzeiger der Römisch-Germanischen Kommission des Deutschen Archäologischen Instituts) (Germania)
  - Chiron (sottotitolo Mitteilungen der Kommission für Alte Geschichte und Epigraphik des Deutschen Archäologischen Instituts (Chiron)
- Altre riviste
  - Spuren der Jahrtausende
  - Eurasia Antiqua (sottotitolo Zeitschrift für Archäologie Eurasiens (EurAnt)